# Mieke Steensma
Wilhelmina (Mieke) van den Burger - Steensma (Sindanglaut, Nederlands-Indië, 3 januari 1924 - Oudewater, 24 juni 2014) was een Nederlandse apothekersassistente en verzetsstrijdster in de Tweede Wereldoorlog. Ze werd opgepakt door de Duitse bezetters en overleefde meerdere gevangenkampen.

## Levensloop
De vader van Steensma werkte in toenmalig Nederlands-Indië in de suikerproductie. Haar moeder was onderwijzeres. Steensma bracht haar jeugd door in Nederlands-Indië. In het gebied waar zij woonde was geen middelbare school. Daarom werden Steensma en haar broer in Bandung op Java, waar ze wel naar school konden, bij een kostgezin ondergebracht. Haar ouders stuurden Steensma en haar broer in 1938 naar Nederland om daar een hbs-opleiding te volgen.
Eind februari 1940 kwam Steensma's moeder in verband met acute reuma naar Nederland, waar ze met haar dochter op Burgemeester Martensstraat 19 in Gouda ging wonen. Steensma ging werken als apothekersassistente in opleiding in de stadsapotheek. Daarnaast was ze lid van de Goudse Zwemclub en het Nederlands Padvindstersgilde (NPG), waar zij heel goed bevriend raakte met de Joodse Jetje Carla Mogendorff. Bij Mogendorff's familie was ze kind aan huis.

### Oorlog, verzet en gevangenschap
Eind september 1942 dook het gezin Mogendorff onder in Amsterdam. Zij deelden hun onderduikadres en valse namen met Steensma. Steensma stuurde hen brieven en zorgde voor voedselbonnen en levensmiddelen. Nadat men brieven van Carla had gevonden in een huis waar de Sicherheitsdienst (SD) was binnengevallen, werd ze op 19 juli 1943 in de apotheek waar ze werkte gearresteerd.
Steensma zat drie dagen gevangen op het politiebureau aan de Bloemendaalseweg in Gouda. Omdat zij tijdens de verhoren geen woord losliet, werd na twee dagen haar moeder opgepakt. Men hoopte dat haar moeder hen informatie kon geven over het verzetswerk van Steensma. De vrouwen zaten in verschillende cellen gevangen, maar communiceerden met elkaar door in het Maleis te zingen. Steenma's moeder werd vrijgelaten toen bleek dat zij van niets wist.
Op 22 juli 1943 werd Steensma op beschuldiging van Judenbegünstigung overgebracht naar Kamp Vught. Zij was daar een van de eerste politieke gevangenen. Ze belandde er twee maal in het ziekenhuis als gevolg van buikloop en roodvonk.
Tijdens het zogenaamde bunkerdrama in de nacht van 15 op 16 januari 1944 werden 74 vrouwen als vergeldingsmaatregel vijftien uur lang opgesloten in een veel te kleine en donkere cel van de nog niet voltooide gevangenis van het kamp. Door hitte en gebrek aan ruimte en ventilatie kwamen daarbij tien vrouwen om het leven en werd een aantal krankzinnig. Door puur toeval belandde Steensma die nacht met zestien andere gevangenen in de naastgelegen cel waar ze meer ruimte en zuurstof hadden. Zij en vijf andere vrouwen weigerden de dag erna een formulier te ondertekenen waarin zij bekenden verantwoordelijk te zijn voor de dood van de tien vrouwen, waarop ze een tweede nacht in de cel doorbrachten. Hierna tekenden zij alsnog het formulier.
Tijdens de veertien maanden gevangenschap in Kamp Vught werkte Steensma bij het Philips-Kommando, een werkplaats waar elektronica voor de Duitse Wehrmacht werd geproduceerd. Deze werkplaats was ingericht door Philips, waarbij Frits Philips zelf een aantal voorwaarden had gesteld. Zo ontvingen de arbeiders dagelijks een warme maaltijd. Deze zogenoemde Philips-prak voorkwam dat Steensma ondervoed raakte. Steensma noemde het werk machtig mooi, maar nog leuker vond ze het om met een klein deukje ervoor te zorgen dat de knijpkatten die ze maakte, niet goed functioneerden wanneer de Duitsers ze aan het Oostfront wilden gebruiken.
Gevangenen van Kamp Vught mochten post ontvangen. Zo stuurde Steensma's moeder haar eens brief met een pol bloeiende sneeuwklokjes. De SS-commandante van de vrouwenafdeling van Kamp Vught stond haar toe de sneeuwklokjes te houden, waarna meer mensen de gevangen vrouwen planten stuurden.
Naar aanleiding van Dolle Dinsdag werd Kamp Vught op 6 september 1944 door de Duitsers ontruimd. De vrouwelijke gevangenen werden overgebracht naar Ravensbrück bij Berlijn. Omdat Steensma zich aanmeldde als speciaal geschoold arbeider werd ze drie weken later op 27 september 1944 naar Reichenbach gebracht, een buitenpost van kamp Groß-Rosen in het zuiden van Polen. Ze werkte daar vijf maanden in een fabriek van Telefunken. Omdat de bevrijders steeds dichterbij kwamen, werden de gevangen op 18 februari 1945 nogmaals verplaatst, dit maal te voet naar de Siemens-fabriek bij Neuengamme in Noord-Duitsland. Op 14 april 1945 werd ze uiteindelijk bevrijd door de Amerikanen. Op eigen kracht keerde ze terug naar Gouda, waar ze op 22 mei 1945 aankwam.
Steensma wist de kampen te overleven door te werken en door de steun en bescherming van haar kampvriendinnen en de zogenaamde kampmoeders. Zo kreeg zij onder andere een nauwe band met Jet Haak, naar wie zij later een van haar dochters heeft vernoemd. Ook onderhield ze na de oorlog contact met oud-kampgenote Tineke Wibaut-Guilonard.

### Na de oorlog
Terug in Gouda pakte Steensma haar apothekerswerkzaamheden weer op. In 1949 trouwde ze met huisarts Gerrit (Gert) Elisa van den Burger (1918-2014). Samen zetten zij een huisartsenpraktijk op in de Dorpstraat van Linschoten. Ze kregen drie dochters en een zoon.
In 1976 namen ze afscheid van de huisartsenpraktijk en verhuisden naar Oudewater. Steensma gaf opdracht om als afscheidscadeau aan de inwoners van Linschoten een beeld te maken dat het thema “lief voor elkaar” symboliseerde en haar lievelingsbloem, het sneeuwklokje, bevatte. In het plantsoen aan de Hogewerf in Linschoten staat sinds 7 april 1977 het beeld "Eskimojongen Met Hond" van beeldhouwer Taeke Friso de Jong.
Steensma sprak na haar terugkeer uit de gevangenkampen aanvankelijk niet over de gruwelijke dingen die ze had meegemaakt. Ze schreef alleen in brieven aan een oude vriend over wat er was gebeurd. Wel vertelde ze anderen over de solidariteit en vriendschap van de vrouwen in de kampen. Zo gaven de andere vrouwen haar bijvoorbeeld hompjes brood en zelfgemaakte cadeautjes op haar verjaardag.
Toen begin jaren 1980 medegevangenen over hun ervaringen begonnen te vertellen, besloot Steensma haar beproevingen ook te delen. In 1984 schreef ze hierover het boek "Zo was het ongeveer", dat in eigen beheer werd uitgegeven. Haar familie liet tachtig exemplaren drukken. Een exemplaar ging naar het gemeentearchief in Gouda, een exemplaar naar het Nederlands Instituut voor Oorlogsdocumentatie (NIOD) en de rest was bestemd voor familie, vrienden en kennissen. Steensma schreef het boek niet om te verkopen, maar omdat ze haar gevoelens wilde uiten en haar ervaringen met haar kinderen wilde delen.
Steensma werkte hierna mee aan educatieve projecten die de geschiedenis levend houden en doorgeven. Zo reisde ze meerdere malen samen met pabo-studenten naar Ravensbrück. In 2002 was haar verhaal een van de acht getuigenissen over het wrede leven in Kamp Vught in de documentaire "Tussen hemel en hel" van Joost Seelen. In 2009 werd ze geïnterviewd voor de master thesis Maatschappijgeschiedenis van Lieke van Eerdt met als titel "Herinneren met een boodschap. Ravensbrück in Nederlandse memoires, 1945-2005". Twee jaar later was Steensma een van de drie vrouwen die deelnamen aan de documentaire "Vrouwen van Ravensbrück". Het gaf haar voldoening om bij te kunnen dragen aan de informatievoorziening over deze periode uit de geschiedenis.
Op 24 juni 2014 overleed Steensma in Oudewater, nog geen maand na het overlijden van haar echtgenoot. Ze was toen negentig jaar oud. Het overlijdensbericht in de Woerdense Courant bevatte een afbeelding van twee sneeuwklokjes.
Het verhaal van Steensma maakt onderdeel uit van het in 2020 gepubliceerde boek dat de Goudse historicus Hans Suijs schreef over 652 vrouwen die in de oorlog van Kamp Vught naar Ravensbrück werden gedeporteerd.
In de Goudse wijk Oosterwei worden met straatnamen Goudse verzetshelden herdacht. Zo is daar sinds 2023 de Mieke Steensmastraat te vinden.